# Arnošt Klimčík
Arnošt Klimčík, né le 24 juillet 1945 à Karviná et mort le 21 mars 2015, est un handballeur international tchécoslovaque.
Avec l'équipe de Tchécoslovaquie de handball masculin, il est sacré champion du monde en 1967 et médaillé d'argent aux Jeux olympiques d'été de 1972 à Munich.